# Anmärckningar wid swenska post-tidningarne
Anmärckningar wid swenska post-tidningarne var en dagstidning som kom ut från den 18 mars 1734 till 22 december 1760 i Stockholm. Tidningen var ett bihang till Stockholms Post-Tidningar.

## Historik
Redaktionsort för hela utgivningen var Stockholm. Tidningsutgivare var 1734–1735 sedermera kanslirådet Carl Reinhold Berch. 1736–1748 sekreteraren i generalpostkontoret Anders Rydman utgivare. Samt åren 1749–1760 var Matthias Benzel utgivare. Han blev senare adlad Benzelstjerna, som sedan blev statssekreterare och överpostdirektör.
Tidningen trycktes av Kungliga Tryckeriet, J. H. Werner 1734; utan uppgift om boktryckeri för de följande åren, men trycktes, liksom Posttidningarne, på Schneiders tryckeri 1735-1738 och därefter hos L. L. Grefing. Tidningarna trycktes med frakturstil. Tidningen kom ut en gång i vecka okänt vilken veckodag. Tidningen hade fyra sidor i kvartoformat, 14,5 - 17,7 x 10 -13, 5 cm. Priset var 3 daler kopparmynt 1743 och sedan 4 daler kopparmynt 1734-1760.